# Les mésaventures d'un cycliste myope
Les mésaventures d'un cycliste myope è un cortometraggio del 1907 diretto da Georges Hatot.

## Trama
Un ciclista miope viene mandato a fare una commissione ma travolge tutto e tutti.